# Białoławki
Białoławki – jezioro w Polsce, położone w województwie warmińsko-mazurskim, w powiecie piskim, w gminie Pisz, w Krainie Wielkich Jezior Mazurskich.

## Charakterystyka
Jest to jezioro dosyć głębokie, o owalnym kształcie. Posiada piaszczysto-muliste dno, a roślinność przybrzeżna jest umiarkowanie rozwinięta.
Brzeg jeziora od strony północnej jest bardzo stromy. Przy brzegu tym leży wieś Kwik. Od strony zachodniej ma miejsce wypływ rzeki Wyszki, na której przy ujściu do Jeziora Śniardwy znajduje się jaz. Natomiast od strony wschodniej w kierunku Jeziora Kocioł ujście ma rzeka Białoławka.

## Dane morfometryczne
Jest to jezioro dosyć głębokie, o owalnym kształcie zajmujące powierzchnię 211 ha. Jego długość to 2,5 km, a szerokość 1 km. Głębokość maksymalna dochodzi do 36 m, zaś średnia wynosi 10 m. Jezioro Białoławki leży na wysokości 115,8 m n.p.m.